# تشارلز كاماثي
تشارلز كاماثي (بالإنجليزية: Charles Kamathi) هو عداء مسافات طويلة كيني ولد في يوم 18 مايو 1978 في مدينة نييري في كينيا. ابرز انجازاته هو فوزه بالميدالية الذهبية في بطولة العالم لالعاب القوى في ادمونتون في كندا في سباق 10000 متر.

## روابط خارجية
- تشارلز كاماثي على موقع الاتحاد الدولي لألعاب القوى (الإنجليزية)
- تشارلز كاماثي على موقع أوليمبيديا (الإنجليزية)